# روكي غونزاليس غارزا
روكي غونزاليس غارزا (بالإسبانية: Roque González Garza) (و. 1885 – 1962 م) هو سياسي، وعسكري محترف من المكسيك ولد في سالتيو.